# (73741) 1993 TY15
(73741) 1993 TY15 – planetoida z pasa głównego asteroid okrążająca Słońce w ciągu 4,37 lat w średniej odległości 2,67 j.a. Odkryta 9 października 1993 roku.